# Playa de San Antonio (Cullera)
La playa de San Antonio (Platja de Sant Antoni, en valenciano) es probablemente la más grande y famosa de Cullera, (Provincia de Valencia, España) está protegida por la organización Bandera Azul y la "Q" de Qualitur, Calidad Turística Española.
Se sitúa al final de la Avenida Diagonal frente al Parque de San Antonio y situada en el barrio de San Antonio de la Mar.
La playa permanece cerrada de 5:00 a 8:00 horas por servicio de limpieza, por ello, se la califica muy positivamente tanto en la Comunidad Valenciana como en el resto de España; Además de su arena de excelente calidad y finura, todo ello acompañado del agua templada y generalmente en calma, hacen las delicias de miles de turistas desde los años 60 tanto del ámbito regional como del nacional u otros países (principalmente Francia).

## Problemas
- En época estival la población de Cullera se triplica debido al turismo que acude principalmente tanto a esta playa como las que la rodean, debido a esto cabe destacar la masificación que sufre esta playa y los riesgos que esto conlleva: contaminación, basura, destrucción de hábitats de animales marinos, etcétera.
- Cuando el día es inestable o las corrientes son poderosas se pueden formar olas de hasta 2 metros de altura.
- Es una playa en la cual el agua es cálida (sobre todo en verano) lo cual favorece las condiciones de vida de las medusas, que son grandes y moradas, en general. Las plagas de medusas son corrientes después de una tormenta o similar en la cual el mar estuvo revuelto.

## Lugares destacados
- Al final de la playa, se sitúa la escollera, una muralla artificial rocosa que separa la playa del Río Júcar, en su desembocadura y hace de entrada al puerto fluvial de Cullera.
- Frente a la playa, sobresale una diminuta isla con un pequeño faro: la Peñeta del Moro.

## Véase también

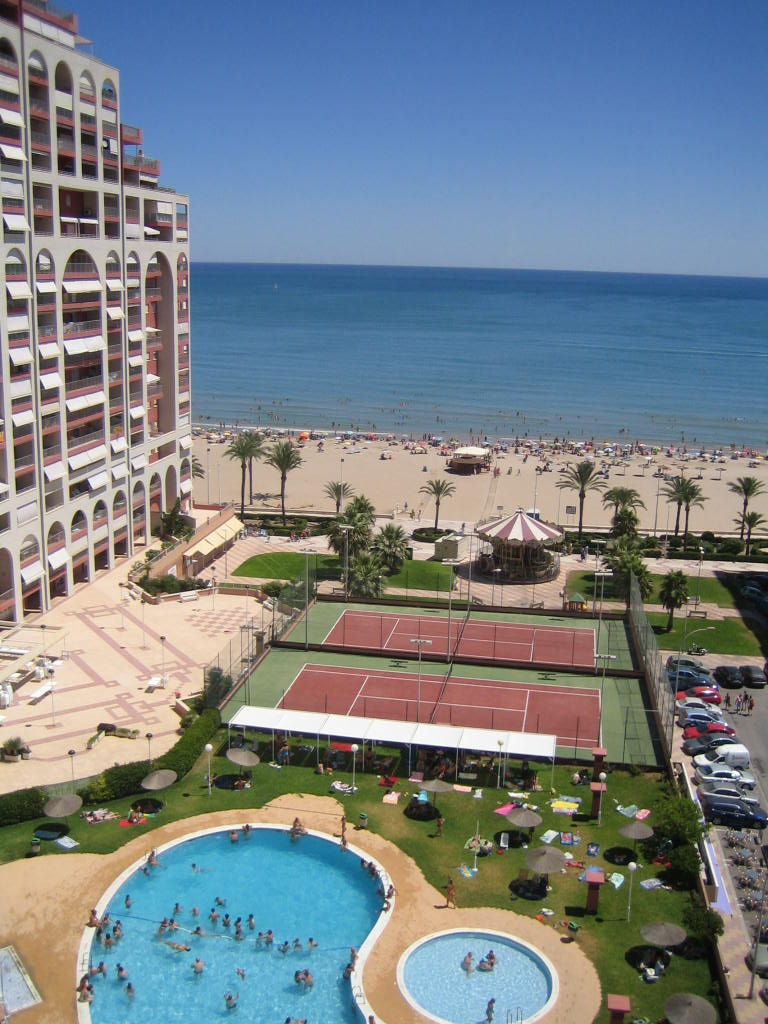
Playa de San Antonio desde las Torres de San Antonio.